# Урметово
Урме́тово (баш. Үрмәт) — село в Илишевском районе Башкортостана, административный центр Урметовского сельсовета.

## Географическое положение
Расстояние до:
- районного центра (Верхнеяркеево): 18 км,
- ближайшей ж/д станции (Буздяк): 103 км.

## История
Село было основано башкирами-припущенниками и тептярями по договору 1740 года о припуске на вотчинных землях башкир Киргизской волости Казанской дороги.

## Население
| 2002 | 2009 | 2010 |
| ---- | ---- | ---- |
| 723  | ↘660 | ↘654 |

Национальный состав
Согласно переписи 2002 года, преобладающая национальность — башкиры (95 %).

## Религия
В селе есть мечеть.

## Известные уроженцы
- Хайретдинов, Ринат Магафурович, Ринат Хайри (19 января 1950 — 5 сентября 1990) — башкирский поэт, прозаик, публицист, лауреат республиканской молодёжной премии имени Саляма Галимова, член Союза писателей СССР (1986).